# Аеродром Јерусалим
Међународни аеродром Јерусалим (или Атарот Аеродром), био је аеродром у северном делу Јерусалима, према Рамали. То је био први аеродром у Палестини под Британским мандатом. Затворен је од Друге интифаде, 2001. године.